# Parvalbumina
La parvalbumina è una proteina a basso peso molecolare (tipicamente 9-11 kDa) appartenente alla famiglia delle albumine e in grado di legare il calcio.

## Struttura
La parvalbumina è costituita da una sola catena polipeptidica formata, a seconda delle isoforme, da un numero di residui variabili tra 95 e 113. L'isoforma utilizzata negli studi di struttura della proteina è di 109 residui. È caratterizzata dalla presenza di tre motivi a EF-hand ed è strutturalmente correlata alla troponina C. La proteina è suddivisa in tre domini (AB, CD, EF) molto simili tra loro, ognuno dei quali contiene un motivo elica-giro-elica (helix-loop-helix). Il dominio AB presenta una delezione di due amminoacidi rispetto agli altri domini, i domini CD e EF costituiscono i domini N-terminale e C-terminale rispettivamente.

## Funzione
Tutte le proteine leganti il calcio, parvalbumina compresa, svolgono un ruolo in molti processi fisiologici, come la regolazione del ciclo cellulare, la sintesi di messaggeri secondari, la contrazione muscolare, l'organizzazione dei microtubuli e la visione. Queste proteine sono connesse all'insorgenza di varie patologie di interesse clinico come la malattia di Alzheimer, disturbi del sistema nervoso, difetti cognitivi legati all'età e alcune forme di cancro.
La parvalbumina sembra importante per il rilassamento muscolare in seguito alla contrazione, assorbendo il calcio libero nella cellula. Proprio questa funzione la rende una delle proteine modello per lo studio degli elementi di struttura secondaria (in questo caso esempio i domini elica-giro-elica) e per lo studio della conformazione delle proteine.
La parvalbumina è presente negli interneuroni GABAergici del sistema nervoso, in particolare nel talamo, nell'ippocampo e in alcuni tipi cellulari della corteccia cerebrale.  Nel cervelletto la parvalbumina è espressa nelle cellule di Purkinje. Il 5% degli interneuroni GABAergici mostrano una elevata espressione di parvalbumina.